# کارلوس آپونته
کارلوس آپونته (اسپانیایی: Carlos Aponte‎; ۲۴ ژانویهٔ ۱۹۳۹ – ۱ اوت ۲۰۰۸) بازیکن فوتبال اهل کلمبیا بود.
از باشگاه‌هایی که در آن بازی کرده‌است می‌توان به باشگاه فوتبال سانتا فه اشاره کرد.
وی همچنین در تیم ملی فوتبال کلمبیا بازی کرده‌است.